# Cabano
Cabano – miasto w Kanadzie, w prowincji Quebec, w regionie Bas-Saint-Laurent i MRC Témiscouata. Największą atrakcją turystyczną miasto jest fort Ingall, który został zbudowany przez władze brytyjskie na wypadek inwazji amerykańskiej w czasie konfliktu granicznego między stanem Maine a ówczesną kolonią Nowy Brunszwik (patrz: Wojna o Aroostook).
W referendum przeprowadzonym 21 czerwca 2009 56% mieszkańców Cabano i ponad 70% mieszkańców Notre-Dame-du-Lac opowiedziało się za połączeniem tych dwóch miast w jedno. 5 maja 2010 roku w zostało opublikowane rządowe zezwolenie na połączenie.
Liczba mieszkańców Cabano wynosi 3199. Język francuski jest językiem ojczystym dla 99,0%, angielski dla 0,8% mieszkańców (2006).